# جون لونغ (رسام)
جون لونغ (بالإنجليزية: John Long)‏ هو رسام بريطاني، ولد في 1964 في بورتاداون ‏ في المملكة المتحدة، وتوفي في 2016.